# Udrzyn
Udrzyn – wieś w Polsce położona w województwie mazowieckim, w powiecie wyszkowskim, w gminie Brańszczyk. Ma status sołectwa.
Udrzyn znajduje się na terenie Puszczy Białej, leży nad rzeką Bug.
Prywatna wieś duchowna Udrzyno położona była w drugiej połowie XVI wieku w powiecie kamienieckim ziemi nurskiej województwa mazowieckiego. W latach 1975–1998 miejscowość administracyjnie należała do województwa ostrołęckiego.
31 grudnia 2013 sołectwo liczyło 296 mieszkańców zameldowanych na pobyt stały.
Znajduje się tu pomnik ku czci poległych w dniu 5 kwietnia 1944 w Gajówce Udrzyn, walczących z Niemcami w obronie radiostacji żołnierzy Armii Krajowej Obwodu Ostrów Mazowiecka "Opocznik", w czasie której zginęli: plut. Jan Janicki "Leszko", strz. Ireneusz Małaszek "Jeżyk", strz. Mieczysław Komor "Wiklina".
W centrum wsi znajduje się także kamień upamiętniający 800-lecie wsi (1203-2003 r.).
Wierni Kościoła rzymskokatolickiego należą do parafii św. Barbary w Porębie-Kocębach.